# Thalestris gigas
Thalestris gigas is een eenoogkreeftjessoort uit de familie van de Thalestridae. De wetenschappelijke naam van de soort is voor het eerst geldig gepubliceerd in 1980 door Chislenko.